# Saline (île)
Pour les articles homonymes, voir Saline.
Saline est une petite île du sud de l'archipel des Grenadines, à proximité de l'île de Carriacou et appartenant à Grenade.
L'île de 0,3 km2 seulement est inhabitée mais offre un bon mouillage pour les voiliers.